# Спринька
Спри́нька (Сприня) — річка в Україні, в межах Самбірського району Львівської області. Права притока Черхавки (басейн Дністра).

## Опис
Довжина 13 км, площа басейну 40 км². Річка гірського типу (у пониззі — частково рівнинна). Долина вузька, глибока. Заплава місцями однобічна. Річище слабозвивисте, з кам'янистим дном та численними перекатами.

## Розташування
Спринька бере початок у північно-східній частині Верхньодністровських Бескидів, на південний захід від села Сприні. Тече переважно на північний схід, у пригирловій частині — на північ. Впадає до Черхавки в північній частині села Черхави.
Над річкою розташоване села: Сприня, Монастирець, Черхава.

## Притоки
- Кам'яний - ліва притока. Починається на північно-західних схилах гори Виділок (858,5 м). Тече переважно на північний схід через урочище Ліс Осиновий і впадає у Сприньку. [1] [2]

- Яглина (ліві).